# Вулиця Захисників України (Луцьк)
Шаблон:Вулиця Домни Гордіюк
Вулиця Домни Гордіюк — вулиця на північному сході Луцька.
Починається від шляхопроводу над залізницею, який веде з вулиці Ківерцівської й прямує в південно-східному напрямку, перетинаючи вулицю Конякіна й закінчується роздоріжжям проспекту Відродження, проспекту Собороності та вулиці Єршова. Утворює перехрестя з вулицями Кравчука і Гущанською.

## Історія
Вулиця активно забудовувалася у 1980-х роках. Тоді її було названо на честь Домни Гордіюк, сімнадцятирічної комсомолки, яку під час першотравневої демонстрації 1935 року у Колках застрелила польська поліція..
Вулиця забудована у 70 — 80-х роках XX століття. Частина її належить до давньої вулиці села Гуща, що називалася Болохівська. В кінці вулиці на розвилці стояв танк Т-34, який знесли з постаменту в середині 1990-х років.

## Будівлі та установи

### Освіта
- Навчально-методичний центр професійно-технічної освіти — вулиця Гордіюк, 2.а[2]
- ДНЗ № 37 «Дзвіночок» — вулиця Гордіюк, 5[3]
- Луцька філія ТзОВ Медичний коледж «Монада» — вулиця Гордіюк, 6[4]
- ДНЗ № 1 «Лісова казка» — вулиця Гордіюк, 25

### Медицина
- Амбулаторія загальної практики-сімейної медицини № 5 — вулиця Гордіюк, 39[5]

### Аптеки
- Сальве № 41 — вулиця Гордіюк, 39
- Державна аптека № 133 — вулиця Гордіюк, 39
- Волиньфарм № 7 — вулиця Гордіюк, 47

### Банки
- Ощадбанк — вулиця Гордіюк, 8

### Торгівля
- Магазин «Сім-23» — вулиця Гордіюк, 2; вулиця Гордіюк, 39.а
- Супермаркет «Колібріс» — вулиця Гордіюк, 47
- Північний ринок — вулиця  Гордіюк, 49

### Заклади харчування
- Кафе «Маки» — вулиця Гордіюк, 39.а
- Кафе «Мафія ПАБ Луцьк» — вулиця Гордіюк, 39